# Ion Gheorghe Maurer
Ion Gheorghe Maurer (Bukarest, 1902. szeptember 23. – Bukarest, 2000. február 8.) román kommunista politikus, jogász. Gheorghe Gheorghiu-Dej román pártfőtitkár szűkebb környezetének tagjaként 1957–1958-ban Románia külügyminisztere, 1958–1961-ben a Nagy Nemzetgyűlés elnökeként hazája államfője, 1961–1974-ben pedig Nicolae Ceaușescu politikáját a kezdetektől támogató miniszterelnök volt.

## Élete
A román fővárosban született erdélyi szász apa és francia gyökerekkel rendelkező román anya gyermekeként. Jogi tanulmányai elvégzését követően ügyvéd lett, s az illegális baloldali, antifasiszta mozgalom vád alá helyezett tagjainak védelmét látta el. Időnként, így például a Román Kommunista Párt aktivistái – Ana Pauker, Alexandru Drăghici, Alexandru Moghioroș és mások – ellen Craiovában lefolytatott perben a Lucrețiu Pătrășcanu által vezetett védelmet erősítette. Rövid ideig részt vett a Grigore Iunian vezette, a Parasztpártból (PT) kivált Radikális Parasztpárt munkájában, de hamarosan, 1937-ben csatlakozott az illegális Román Kommunista Párthoz, ahol agitációs feladatokat vállalt.
A második világháború során, 1942–1943-ban politikai tevékenységéért két ízben is elítélték és a zsilvásárhelyi fogolytáborba került. Kiszabadulását követően az Antonescu-rezsimet eltávolító 1944. augusztus 23-ai puccsot végrehajtó paramilitáris csoport tagja volt. Ekkor, noha korábban a kommunista párt főtitkára, Ștefan Foriș legszűkebb vezetői környezetéhez tartozott, a korábban bebörtönzött párttagokból alakult, Gheorghe Gheorghiu-Dej által vezetett pártfrakcióhoz csatlakozott. Még ugyanebben az évben szerepet játszott Foriș eltávolításában, ezzel hozzájárult Gheorghiu-Dej és Emil Bodnăraș hatalmi ambícióinak kibontakozásához.
A második világháború lezárultával, 1945-ben Maurert beválasztották a Román Kommunista Párt és a Román Szociáldemokrata Párt egyesüléséből alakult Román Munkáspárt központi bizottságába. Petru Groza 1945-ben alakult kormányában a Gheorghiu-Dej irányította hírközlési és építésügyi minisztérium államtitkára volt. 1946-ban a nemzetgazdasági minisztériumot vezette, 1946–1947-ben pedig a román delegáció tagjaként részt vett a világháborút lezáró párizsi béketárgyalásokon. 1947–1948-ban iparügyi miniszterként tevékenykedett, majd rövid ideig az Ana Pauker vezette külügyminisztériumban dolgozott, de bizonytalan politikai meggyőződésére hivatkozva hamarosan menesztették állásából. Az elkövetkezendő évtizedben a politikai élet élvonalából a háttérbe szorulva a Jogtudományi Kutatóintézet munkatársa volt.
1957-ben ismét megnyílt előtte a politikai érvényesülés útja, amikor az immár pártfőtitkár Gheorghiu-Dej nacionalista politikájának támogatójaként Románia külügyminisztere lett. Hat hónapon keresztül vezette a tárca munkáját, ez időszak alatt szorosabbra fűzte a diplomáciai kapcsolatokat a népi Kínával (a szovjet–kínai viszony elhidegülésének időszakában), illetve előkészítette a Románia és Franciaország közötti baráti jellegű diplomáciai kapcsolatok 1959-es felvételét.
A pártfőtitkári pozíciót betöltő, azaz Romániát de facto vezető Gheorghiu-Dej – egyes állítások szerint – lehetséges utódjaként számon tartott Maurer 1958 januárjától 1961 márciusáig az elnöki tanács elnöki tisztét töltötte be, azaz de iure Románia államfője volt. 1960-tól 1965-ig a párt politikai bizottságának tagja volt. 1961 márciusában Chivu Stoicát váltva foglalta el a miniszterelnöki bársonyszéket, ezzel párhuzamosan 1961 és 1965 között az államtanács alelnöki feladatait is ellátta. Gheorghiu-Dej 1965-ben bekövetkezett halála után, Emil Bodnărașsal az oldalán a pártfőtitkári ambíciókat dédelgető Gheorghe Apostol ellenzékét vezette a központi bizottságban és az állandó elnökségben, és Apostol ellenében Nicolae Ceaușescut segítette hozzá a hatalom átvételéhez. 1974 márciusáig töltötte be a kormányfői posztot. Ezt követően nyugdíjba vonult, de a kommunista párt reprezentatív eseményein rendre az első sorban tűnt fel.

## Fordítás
- Ez a szócikk részben vagy egészben  az   Ion Gheorghe Maurer című angol Wikipédia-szócikk ezen változatának fordításán alapul.  Az eredeti cikk szerkesztőit annak laptörténete sorolja fel. Ez a jelzés csupán a megfogalmazás eredetét és a szerzői jogokat jelzi, nem szolgál a cikkben szereplő információk forrásmegjelöléseként.